# Piero Ferraris
Piero Ferraris (Torino, 14 dicembre 1954) è uno scrittore, attore e umorista italiano.

## Biografia
Attore, scrittore televisivo, teatrale e pubblicitario, cugino di secondo grado del calciatore Mario Ferraris, ha preso parte come autore a varie trasmissioni televisive, quali Okeymotori, Super Jump, Skipper & Driver e all'edizione 1988 di Drive In,  di Antonio Ricci, pietra miliare fra i programmi comici tivù . 
Ha partecipato a rassegne sull'umorismo e la calligrafia con il CAUS, Centro Arti Umoristiche e Satiriche diretto da Raffaele Palma. Alcune sue opere sono state pubblicate per i tipi de Il Grappolo di Salerno .
Dopo aver frequentato negli anni settanta la Scuola del Teatro Stabile di Torino diretta da Franco Enriquez, ha partecipato a vari spettacoli teatrali in gruppi underground, quali CUT, Granserraglio, Teatro La Maschera, per poi approdare al Teatro Stabile di Torino ed allo spettacolo La guerra, di Carlo Goldoni, regia Sergio Liberovici e Mario Missiroli. Ha preso inoltre, parte a vari sceneggiati televisivi e ed originali radiofonici sulle reti RAI. 
Radio RAI Torino, negli anni '80 - '90 era sinonimo di  Massimo Scaglione tra i più creativi ed importanti registi piemontesi. Ed è grazie a Scaglione, che lo accoglie con simpatia, che Piero Ferraris inizia la frequentazione degli studi di Via Verdi, lavorando fianco a fianco di noti attori e cantanti, come Gipo Farassino, Bruno Lauzi, Roberto Herlitzka, Lina Volonghi, Carlo Campanini, Nella Colombo, Anna Bonasso, Milena Vukotic ed altri.
Sul finire degli anni ottanta si iscrive alla SIAE e all'Ordine dei Giornalisti ed esordisce come autore con il Teatro Instabile di Genova diretto da Pierluigi De Lucchi Dagnino, ispirando con i suoi copioni alcuni comici in scuderia, fra cui Leo Valli, Roberto De Marchi, Marino Marini, Alberto Patrucco, Rise Miranda e Mario Zucca. Scrive, per lo stesso, due spettacoli di teatro cabaret, che otterranno un considerevole successo e centinaia di repliche: Io, Mamma e Papà: una Storia di Lavori Forzati , e  Il Sole è Tramontato sul Pabuzù.
Nel 1988 entra a far parte della redazione di Drive In, nota trasmissione di Antonio Ricci, in onda su Italia 1. 
Inventa per Mario Zucca il duro di periferia che saluta i propri fan con il mitico: «Ciao Bastardi!».
Al festival del Teatro Cabaret di Loano del 1988 ottiene la menzione ed il premio della giuria per il miglior testo .
Sempre nel 1988 prepara a Radio d.j, ancora con Zucca, il riuscito esperimento di Radio Pirata. 
Durante le  trasmissioni dell'emittente di Claudio Cecchetto, Linus, il fratello Albertino e soci, inseriscono a sorpresa, quali interferenze esterne, gli interventi comico demenziali di Zucca. In molti abboccano, al punto che si formano drappelli inferociti d'ascoltatori sotto le finestre della radio. Per qualche settimana è aperta la caccia al fantomatico Mario Capestro ed al d.j Max Zombie.
Lavora in seguito con la Cooperativa SenzaFissaDimora, collaborando con Rino Cerritelli ed Antonio Ruggiero, alla stesura dello spettacolo di teatro cabaret Fuori dalla clinica, per il gruppo Gli Omologati. Con lo stesso Rino Cerritelli pubblica il libro: E i formichieri nel loro piccolo se le pappano, prefazione di Felice Andreasi, con ottime recensioni al Salone del Libro di Torino .

## Pubblicità
La sua attività molteplice, dal  1990 lo porta ad occuparsi anche di pubblicità in veste di copywriter e addetto stampa. Lavora, infatti, in varie agenzie di Torino e di Milano. Fra i clienti per i quali cura la comunicazione: Seat Pagine Gialle Divisione Marketing, (Direct Mailing e Prodotti Istituzionali), IPSOA, Notizie Lavazza, House Horgan del gruppo Luigi Lavazza S.p.A., Martini è, House Horgan del gruppo Martini & Rossi, Bertone Free Climber, Loto, Buldog Beer, OSRAM, Bagni di Bormio, Best Western Hotels, Austria per l'Italia Hotels, Orient-Express Hotels, Silversea Cruises, Continental Airlines, Austrian Airlines, Orient-Express Trains & Crouises, Ente Nazionale Turismo Nuova Zelanda, Ente Nazionale Turismo Austria, Ente Nazionale Turismo Malta, Ente Nazionale Turismo Hong Kong, Ente Nazionale Turismo Giordania, Accademia Nazionale del Comico e molti altri.

## Teatro
- Centro Universitario Teatrale

Cuore di Cane di Michail Afanas'evič Bulgakov (1977) 
Regia di Luigi Antinori
- Bread and Puppet Theatre

That simple light might rise out of a complicated darkness (1975) Regia di Peter Schuman
- Teatro Laboratorio Granserraglio (1976)

Immigrazione							
Regia di Mariano Meli
- Teatro La Maschera (1976)

Locus Solus
Regia di Memè Perlini
- Teatro Odradek Gruppo (1975)

Preparativi d'escursione  (da una lettera non spedita di F. Kafka  Regia di Gianfranco Varetto
- Teatro Stabile di Torino (1979)

La Guerra di Carlo Goldoni					
Regia di Sergio Liberovici uno dei fondatori del Cantacronache e Mario Missiroli (regista)

## Radio
- La Scalata
- Le Fiabe della Paura
- Laura Bon Prima Donna
- Daniele Cortis
- Amore Quotidiano
- Figli e Amanti
- Per Amore solo per Amore
- Roderick Hudson
- Mahatma Gandhi

Regia di Massimo Scaglione	
- Il Libro delle Rondini

Regia di Sergio Liberòvici
- Soap Opera 4º Piano

Regia di Tonino Pulci

## Televisione RAI 3
- Trittico Piemontese: I Mal Nütrì
- Teatro Inchiesta: Caporetto
- Fiumicino Aeroporto Internazionale

Regia di Massimo Scaglione

## Spettacoli teatrali in veste d'autore
- Io, mamma e papà: una storia di lavori forzati (1987)
- I miei cannibali più belli (1987)
- Il sole è tramontato sul Pabuzu' (1988)
- Andante con mistero (1989)
- Fuori dalla Clinica - (1990)
- La Show Formic - (1990)

## Trasmissioni televisive in veste d'autore
- Okeymotori (1985-1993)
- Super Jump (1990-1992)
- Skipper & Driver (1990-1991)
- Atelier (1995)

## Editoria
- E i formichieri nel loro grosso se le pappano (1992)
- Apocalissi in bassa frequenza (2011)